# 김우빈
김우빈(본명: 김현중, 1989년 7월 16일 ~ )은 대한민국의 배우이자 모델이다.
2008년 서울패션위크 '09 S/S 김서룡 디자이너의 김서룡 옴므 쇼에서 모델로 데뷔하였으며, 2009년 3월 잡지 〈맥심〉을 시작으로 본격적인 잡지모델 활동을 시작했다. 2011년 KBS 드라마 스페셜 연작 시리즈 《화이트 크리스마스》에 출연하면서 배우로 데뷔했다. 이후 KBS 드라마 스페셜《큐피드 팩토리》, MBN《뱀파이어 아이돌》, SBS《신사의 품격》, SBS《아름다운 그대에게》 등에 출연하며 연기 경력을 쌓았다. 2012년 KBS《학교 2013》에서 고등학생 박흥수 역할로 대중에게 이름을 알렸다. 2013년에는 《친구 2》에 출연하면서 정식으로 영화 데뷔를 했다. 같은 해 SBS 드라마 《상속자들》에 최영도 역으로 출연하여 호평을 받았고, SBS 연기대상에서 10대 스타상을 수상했다. 2014년 영화 《기술자들》, 2015년 영화 《스물》, 2016년 영화 《마스터》 등에 주연으로 출연했다. 신민아와 연인 관계이다

## 성장 과정
김우빈은 1989년 7월 16일 서울에서 1남 1녀 중 첫째로 태어났다. 가족으로는 아버지, 어머니, 3살 어린 여동생이 있다. 김우빈은 어릴 때부터 서예와 그림을 취미로 했으며 6년 동안 미술학원을 다니면서 그림을 배웠다. 김우빈의 어머니는 논술 교사였고, 김우빈에게 직접 만든 옷을 주는 등 그가 패션에 관심을 가지는 것에 영향을 끼쳤다. 초등학교 시절 그의 첫 장래희망은 서울대학교 생물학과 교수였다. 초등학교를 졸업한 이후 전라북도 전주시에서 중학교와 고등학교 시기를 보낸다. 김우빈은 중학교 1학년 때 전교 5등을 할 정도로 우등생이었지만 같은 시기 모델이 되는 것을 희망했다. 2013년〈네이버 연예〉와의 인터뷰에서 자신의 중학교 시절에 대해 “다른 사람의 시선을 많이 신경 쓰는 성격이라 집 앞 마트에 가면서도 옷을 차려입고, 머리에 젤까지 바르고 나갈 정도였다.”라고 회고하였다. 부모는 김우빈의 꿈을 응원하고 허락해 주었으며 대신 언제나 책과 영화를 가까이할 것을 권했다.2005년 전라북도 전주시 소재 고등학교에 입학한 김우빈은 고등학교 1학년 때부터 대경대학교 모델과 교수에게 메일을 보내며 자신의 장래희망에 대해 교류했다. 2005년 대경대학교가 주최한 슈퍼모델캠프에 참여한 이후 교수에게 감사하는 마음을 적어 보낸 손편지가 2014년에 해당 교수에 의해 공개되기도 하였다.
김우빈은 고등학교 2학년 때부터 모델 활동을 시작했다. 모델 활동 덕분에 전교에서 유일하게 머리를 기를 수 있는 학생이었다. 김우빈은 모델이 되기 위해서 체력 단련과 자세 교정을 병행했으며, 58kg이었던 체중을 3달 동안 하루에 삶은 달걀 한 판, 닭가슴살과 단백질을 먹으며 12kg을 찌우는 노력을 했다. 전주에 거주했던 지리적 여건상 직접 공연을 볼 기회가 적었지만 쇼 영상과 잡지를 찾아보며 스스로 공부했고 발레와 재즈댄스를 배웠다. 고등학교 졸업 이후에는 전주대학교 공연엔터테인먼트학과에 진학했다. 대학교 진학 이후에는 방학 때 피팅 모델을 하면서 모델로서 경험을 쌓았다.

## 경력

### 2008~2012: 모델 활동 및 초기 경력
2008년 10월 18일 서울패션위크 '09 S/S 김서룡 디자이너의 김서룡 옴므 쇼가 김우빈의 정식 패션쇼 데뷔였다. 서울로 상경한 이후에는 부모에게 손을 벌리지 않기 위해 서빙을 비롯한 아르바이트로 생활비를 벌며 모델 활동을 병행했다. 2009년 3월 잡지 〈맥심〉을 시작으로 본격적인 잡지모델 활동을 시작했으며, 이후 〈보그걸〉, 〈엘르걸〉, 〈멘즈헬스〉 등에서 패션모델로 활약했다. 김우빈은 2008년 서울패션위크 '09 S/S부터 2013년 서울패션위크 '13 F/W시즌까지 전 시즌에 모델로 섰으며 배우로 데뷔한 이후에도 모델활동을 병행했다. 강동준 디자이너의 디그낙 컬렉션, 김서룡 디자이너의 김서룡 옴므, 정두영 디자이너의 반하트 디 알바자, 송혜명 디자이너의 도미닉스웨이 컬렉션 등에서 활발한 모델 활동을 펼쳤다. 강동준 디자이너는 모델로서 연출력이 뛰어난 모델로 김우빈을 꼽았다. 김우빈은 189cm의 큰 키, 구조적인 얼굴과 위압감이 느껴지는 이미지로 모델계에서 각광받았다. 모델 활동에 대하여 2013년 《상속자들》종영 후 인터뷰 중“모델은 나에게 감사한 직업이다. 모델을 하면서 연기도 하고 싶다. 모델 일을 끝까지 놓치고 싶지 않다. ”고 하였다.

2009년 김우빈은 투애니원의 멤버 산다라박의 〈Kiss〉뮤직비디오에 출연한 것을 계기로 첫 연기활동을 시작했다. 김우빈이 연기공부를 시작하게 된 이유는 연기자가 되기 위해서가 아닌 좋은 모델이 되기 위해서였다. 에이전시에서 지원해주는 연기 수업에도 나가지 않았다. 김우빈은 모델로 활동하다가 모델과 교수가 되는 게 최종 목표였지만, 이후 모델 광고 미팅에서 연기력이 필요하다고 느껴 본격적으로 연기 연습을 시작했다. 김우빈은 연기에 매력을 느낀 계기에 대하여 “연기 선생이었던 문원주의 열정과 제자를 생각하는 마음에 반해 처음으로 모델을 하고 싶다고 생각했을 때의 설렜던 마음을 다시 느꼈다”고 밝혔다. 김우빈의 초기 모델 에이전시가 없어져 연기를 배울 기회가 사라졌음에도 문원주는 김우빈을 집으로 불러 연기 지도를 했다. 후에 김우빈은 자신의 연기 롤모델로 문원주를 꼽았다. 김우빈은 문원주로부터 캐릭터의 심정으로 일대기와 백문백답을 작성하는 법을 배워 작품이 들어가기 전 자신이 맡은 배역의 이해도를 높인다고 말했는데, 이러한 배역 분석을 하는 이유에 대해 “연기에는 거짓이 없어야 하고, 그러기 위해서는 최대한 진실되게 연기해야 한다고 믿기 때문”이라고 하였다.
2010년부터 오디션을 보기 시작한 김우빈은 2011년 1월 KBS 《화이트 크리스마스》오디션 때 연극 《뜨거운 바다》의 한 장면인 가족을 버리고 일본으로 귀화한 형에게 “형이 아무리 귀화했어도 니 속에 흐르는 건 뻘건 조선의 피다!”라고 외치는 부분을 연기했고, 난폭한 장난을 일삼는 고등학생인 강미르 역에 캐스팅되었다. 이 작품은 4부까지의 대본이 1부로 축소되면서 강미르의 분량이 줄어들었지만 김우빈은 빨간색 머리를 하고 강렬한 연기를 선보여 주목받았다. 같은 해 7월 KBS《큐피드 팩토리》에서 떠오르는 작곡가 로이 역을 따내며 이희준, 박수진 다음으로 비중이 높은 배역으로 출연하였다. 10월 김우빈은 서울패션위크 '12 S/S에서 강동준 디자이너의 디그낙 쇼에서 강동준 디자이너를 대신해 장미꽃 프로포즈를 하면서 해당 패션위크 중에서 화제가 되기도 했다. 12월에는 MBN 일일 시트콤 《뱀파이어 아이돌》에서 뱀파이어 왕자의 호위무사이자 뛰어난 청각의 소유자인 천진난만한 뱀파이어 까브리 라리스 역을 맡았다. 그러나 이 작품은 저조한 시청률로 원래 계획했던 120회를 채우지 못하고 79회로 종영했다. 《뱀파이어 아이돌》감독의 소개로 김우빈은 2012년 1월부터 싸이더스HQ와 전속계약을 맺게 된다. 김우빈은 《뱀파이어 아이돌》때부터 동명이인의 연예인과 혼동될 것을 우려하여 김우빈이라는 예명으로 활동을 시작했다. 당시 예명 후보에는 ‘김현’이라는 후보도 있었다. 김우빈은 자신의 예명에 특별한 의미가 있는 것은 아니지만 자신은 이 이름이 마음에 든다고 하였다. 이후 2014년 3월 14일 MTV 타이완 인터뷰에서 이름의 한자표기인 金宇彬을 아버지가 직접 지어주었다고 밝혔다. 김우빈의 이름은 중화인민공화국, 중화민국, 홍콩에서 金宇彬(병음: Jīn yǔbīn)으로 표기하고 있다.
2012년 4월 SBS 《신사의 품격》에서 담임 선생을 짝사랑하는 제자 김동협 역으로 캐스팅 되었다. 김우빈이 오디션에서 감독 앞에서 연기한 장면은 “장래희망? 윤리선생 연하남편.”이라고 대답하는 부분과 극 중 서이수(김하늘 분)가 정색하며 쳐다보면 “아아, 알았어요. 그럼 공무원 배우자.”라고 대답하는 부분이었다. 이 작품에서 김우빈은 상대역인 김하늘과 함께 ‘사제커플’이라는 애칭으로 불리며 귀여운 반항아의 매력을 보여주며 특유의 패션센스로 시청자들에게 호평받았다. 같은 해 5월 영화 《차형사》의 마지막 런웨이 장면 중 카메오로 출연했다. 8월 SBS 《아름다운 그대에게》에서는 포토그래퍼 존 김 역으로 9회부터 11회까지 특별출연했다.
같은 해인 2012년 10월 KBS《학교 2013》에서 다리 부상으로 축구선수의 꿈을 접은 무기력한 반항아 복학생 박흥수 역을 높은 경쟁률을 뚫고 배역을 맡아 주목을 받았다. 김우빈은 이 드라마 오디션을 소속사 싸이더스HQ를 통해서가 아닌 개인 김우빈의 자격으로 치렀으며 오디션 당시 《신사의 품격》에서 입었던 교복을 입고 오디션을 보았다. 1차 오디션에서 ‘신은 고통을 이겨낼 수 있는 자에게만 시련을 준다’는 문장으로 시작하는 자기소개서를 작성하였다. 김우빈은 “모델로 활동하면서 경제적인 문제를 비롯해 모든 면에서 힘들었을 때 이 글귀를 책에서 본 것이 큰 힘이 되었다”며, 가장 좋아하는 문장으로 꼽았다. 김우빈은 2013년 〈스포츠서울〉과의 인터뷰에서 《학교 2013》에서의 출연을 선택한 이유에 대해 “이 작품이 방황하는 청소년과 심각한 학교 실태를 현실적으로 그린다는 점에서 꼭 출연하고 싶었으며 드라마의 성공이나 자신의 인기와 관계없이 굉장히 의미있는 작품이 될 것 같았다.”고 말했다. 종영 이후의 인터뷰에서는“이 드라마를 보면서 방황하는 청소년들이 한 명이라도 좋은 생각을 갖고 돌아오게 되길 바란다.”고 소감을 밝혔다. 김우빈은 자신이 맡은 역할 박흥수에 대해서 “김우빈, 김현중이 아니라 누가 봐도 박흥수로 보이고 싶었다. 꿈도 잃고 친구도 잃고 학교는 억지로 다니고 무기력한 친구다. 그래서 일부러 행동도 느리게 하고 말도 느리게 했다. 심적인 것까지 흥수로 보이고 싶었다.”고 하였으며, 가장 인상적인 장면으로 10화 중 고남순(이종석 분)과 담벼락에서 화해하는 장면을 꼽았다.《학교 2013》의 이민홍 PD는 김우빈을 “김우빈은 습득이 빠르며, 고독하고 쓸쓸한 느낌이 좋은 배우”라고 평했다. 드라마 종영 이후 2013년 1월 29일 방영된 특집방송 《학교 2013 특집, 학교에 가자》의 출연료를 출연 배우들과 함께 전액 기부하기도 했다. 이 작품으로 김우빈은 제49회 백상예술대상 TV부문 신인 연기상 후보에 올랐으며, 제2회 에이판 스타 어워즈에서 남자 신인상을 수상했다. 이후 이 작품에 출연한 것을 계기로 이듬해 EBS 청소년 특별기획 다큐멘터리《학교 폭력》2부의 내레이션으로 참여했다. 김우빈은 《학교 2013》에 대해서 ‘개인적으로는 큰 의미가 있는 작품이며, 스탭들과 배우들로부터 사랑을 배운 곳’이라고 표현했다.

### 2013~2014: 차세대 라이징 스타로 도약

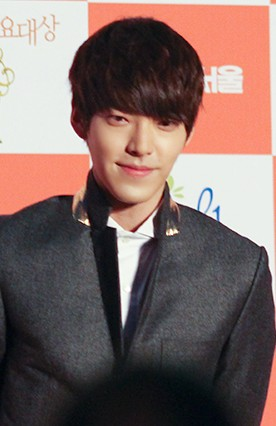
제23회 하이원 서울가요대상에서의 김우빈 (2013년)

2013년 3월 김우빈은 영화 《친구 2》에 유오성, 주진모와 함께 캐스팅 되면서 정식으로 스크린에 데뷔하여 연기의 폭을 넓혀 나갔다. 《친구》 이후의 속편으로, 김우빈은 동수 (장동건 분)의 숨겨진 아들 최성훈 역을 맡았다. 김우빈은 최성훈이라는 배역에 대하여 “내가 경험해보지 못한 감정들이 많았는데 간단히 설명하자면 복잡한 친구다. 다정다감하다가도 갑자기 폭발하듯 지독한 잔인함을 드러낸다.”고 했다. 곽경택 감독은 김우빈을 섭외하기 위해 《학교 2013》촬영장에 직접 찾아갔다. 김우빈은 이 영화를 위해 체중을 9 kg 늘렸으며 울산 사투리를 연습하기 위해서 배우 정수교를 비롯한 울산 출신 배우들과 3개월 간 합숙을 했고 높낮이 그래프를 그리며 대사를 연습했다. 곽경택 감독은 “김우빈은 신인이지만 주연 배우로서 모자람이 없으며, 자기관리, 외적인 카리스마, 성실함, 똑똑함까지 겸비했다. 솔직함의 미덕을 가진 배우이며 운도 따르는 친구다. 자신이 가진 장점을 잘 조화시켜 연기로 녹일 줄 안다”고 평했다. 이 영화는 그 해 11월 14일에 공개되었으며, 공개된 지 3일 만에 100만 관객을 돌파하면서 역대 청소년 관람불가 영화 중 가장 빠른 속도로 100만 관객을 기록하였으며 약 297만명의 관객을 동원했다. 영화 평론가들은 영화의 구성적인 면에서는 비판했으나, 김우빈의 연기에 대해서는 좋게 평가하였다. 영화평론가 이동진은 작품 중 김우빈의 연기가 가장 돋보인다고 평했다.김우빈은 이 작품으로 제50회 백상예술대상 영화부문 신인 연기상, 영화부문 남자 인기상 후보에 올랐으며 2014년 제9회 맥스무비 최고의 영화상에서 최고의 남자 신인 배우상 후보에 올랐다.제51회 대종상에서 여우주연상 부문의 시상자로 나섰으며, 인기상에 해당하는 하나금융스타상을 수상하였다.제35회 청룡영화상에서는 신인남우상 후보에 올랐으며, 청정원 인기스타상을 수상했다.

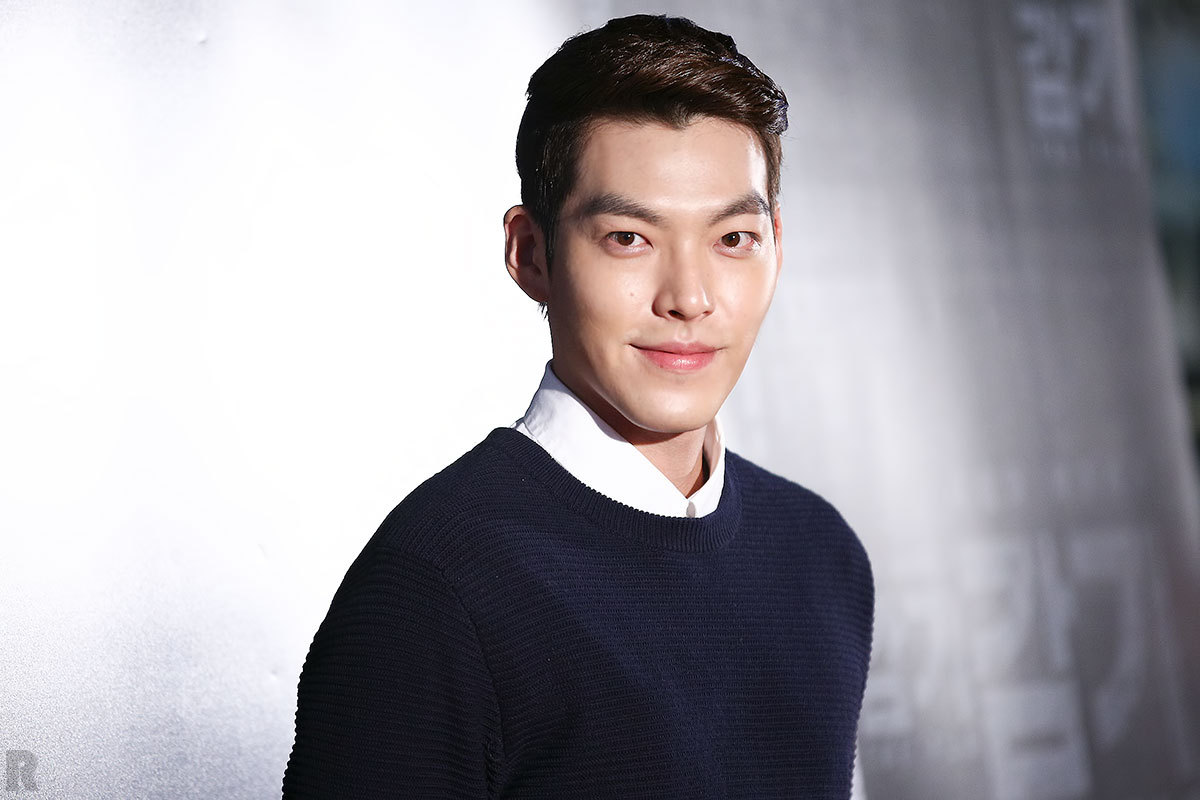
영화 감기 시사회에서의 김우빈 (2013년)

김우빈은 2013년 8월 15일부터 Mnet《M Countdown》의 메인 MC로 활약하였고, 영화 촬영과 배우 활동에 매진하기 위하여 2014년 2월 13일에 하차했다.
그 해 7월 김우빈은 SBS 드라마 《상속자들》제우스 호텔 상속자 고등학생 최영도 역으로 발탁되면서 배우로서 전환점을 맞게 된다.김은숙 작가는 김우빈을 캐스팅한 계기에 대해서 《신사의 품격》 때 김우빈이 연기를 잘 해 다시 한 번 작업해 보고 싶었다고 밝혔다.《상속자들》은 10월 9일부터 방영되었고, 김우빈은 시청자들에게 연기력으로 긍정적인 평가를 받았다. 《학교 2013》과 비슷한 역할을 맡은 것이 아니냐는 시각에 대하여 “같은 얼굴로 연기를 하고, 강한 느낌의 인물들이 많지만 그걸 다르게 표현하는게 바로 나의 숙제다. 각자 다른 생활환경에서 자랐기 때문에 차이는 분명히 있다. 그 캐릭터를 얼마만큼 다르게 그려 내느냐는 나의 몫이다.”라고 하였다. 김우빈은 최영도의 말투를 직접 만들었다고 밝혔는데, 11월 21일 《친구 2》미디어데이에서“최영도를 연기하며 입으로 똑딱거리는 소리나 추임새는 직접 애드리브로 했으며, 작은 부분이라도 인물과 비슷한 점이 있다면 최대한 끌어내려 노력했다”고 밝혔다. 김우빈은 자신이 맡은 최영도에 대해 “기본적으로 선한 면이 있다고 여겼으며, 반항하려는 심리때문에 어긋나는 행동을 했을 뿐이지, 최영도 자체가 악한 인물은 아니다. 그가 점차 변해갈 때 행동으로 자연스러운 디테일을 넣고자 했다.”고 설명했다. 김우빈은《상속자들》 종영 후 인터뷰에서 ‘스태프를 배려하는 배우가 되자’는 것을 이 드라마를 통해 배웠다고 말했으며, “신중히 선택하겠지만 캐릭터를 가리고 싶지도 않고, 영화와 드라마를 구분할 생각도 없다. 그저 보는 사람이 공감할 수 있는 연기를 했으면 좋겠다.”고 소감을 밝혔다. 김우빈은 이 작품으로 중국 TV드라마어워즈 해외 최고 인기 아티스트상을 받았다. 12월 SBS 연기대상에서 진행 MC를 맡았다. 김우빈은 이 시상식에서 《상속자들》로 시청자 인기상 후보에 올랐으며, 10대 스타상을 수상했다.

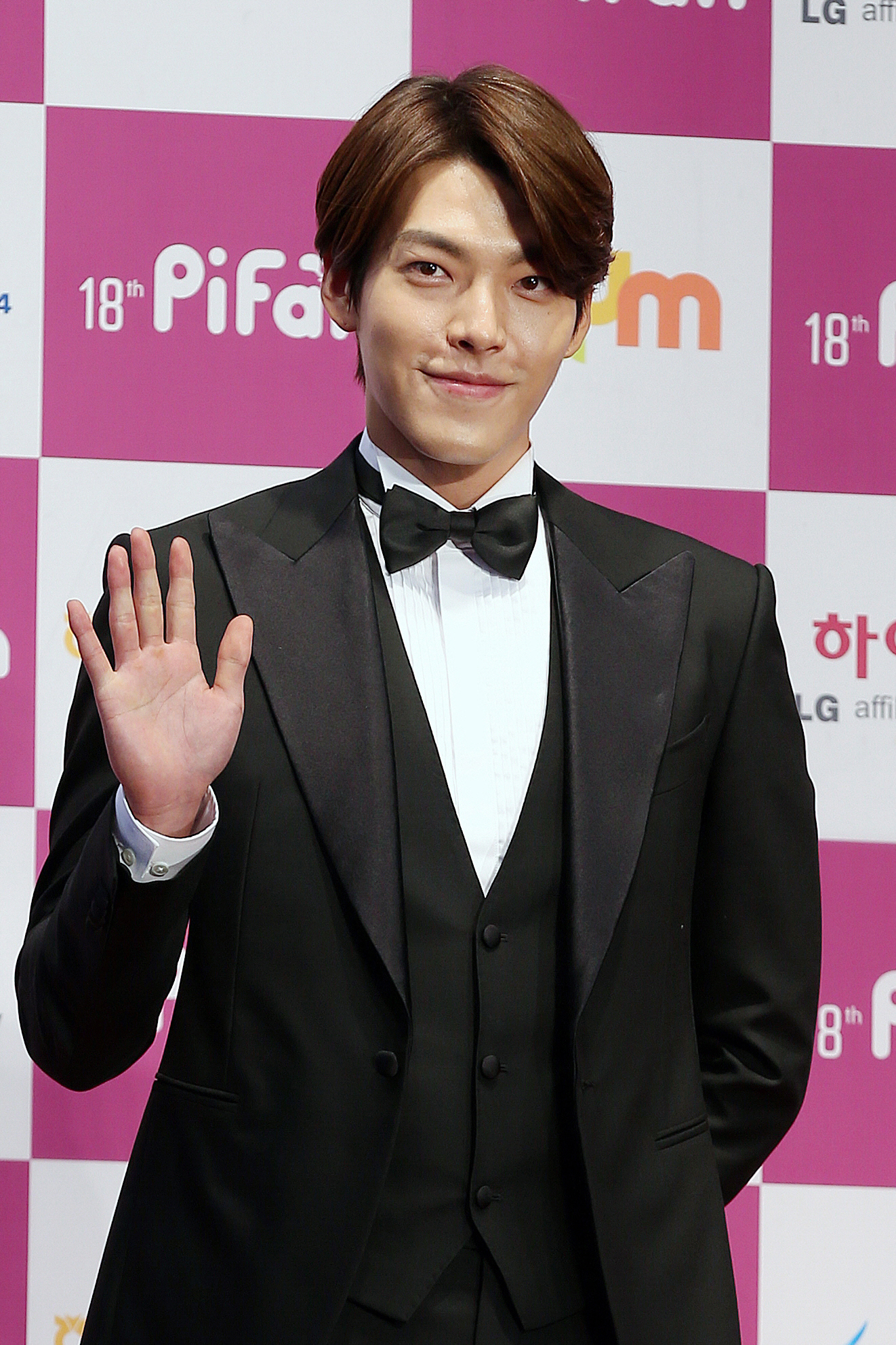
제18회 부천국제판타스틱영화제에서의 김우빈 (2014년)

2014년, 김우빈은 1월부터 4월까지 서울을 시작으로 중화인민공화국 홍콩, 상해, 중화민국 타이베이, 타이 방콕에서 팬미팅을 개최했다. 중화민국 팬미팅 티켓은 인터넷 예매가 시작된지 5분만에 1,500석이 매진됐으며, 1회 추가된 팬미팅 역시 5분만에 매진됐다. 타이 팬미팅은 1차 2,500석 티켓이 오픈되자마자 접속 폭주로 사이트가 마비되기도 했으며, 추가된 1회 팬미팅도 티켓 오픈 9분만에 2,500석이 모두 매진되었다.
1월 27일 영화 《기술자들》에서 위조와 작품설계까지 만능인 금고털이범 이지혁 역으로 캐스팅 된 것이 발표되었다. 감독은 2012년 공모자들로 청룡영화상 신인감독상을 수상한 김홍선이며, 2014년 3월부터 2014년 8월까지 촬영하였다. 영화는 2014년 12월 24일 공개되었다. 김홍선 감독은 김우빈을 주인공 이지혁 역으로 캐스팅한 이유에 대해 “이지혁 역할을 김우빈 외에 다른 사람으로 전혀 생각해본 적 없으며, 《학교 2013》을 보고 김우빈이 참 좋은 배우라고 생각했다.《친구 2》를 공개 전 블라인드 시사회에서 본 이후 김우빈을 이지혁으로 해야겠다고 생각했다.”고 11월 18일 기술자들 제작보고회에서 말했다. 김우빈은 시나리오가 흥미롭고 좋은 배우들과 함께 할 수 있는 기회라고 생각했기에 출연을 결정했다. 또한 메시지를 주기보다는 밝은 느낌의 오락영화이기 때문에 즐겁게 촬영할 수 있을 것이라 생각했다고 한다. 김우빈은 출연을 결정한 이후에는 케이퍼 무비와 비슷한 장르의 영화를 일부러 보지 않음으로서 배역 고유의 상황에 몰입하고자 했다. 김우빈은 올레 TV와의 인터뷰 〈스타 프리뷰〉에서 《기술자들》을 통해 좋은 배우가 되기 위해서는 극 전체를 보는 노력을 하는 것이 필요하며, 또한 이 작품에 대해 고민하고 연구하며 상상하는 시간들이 근 3년 간 지낸 시간 중 가장 행복했었다고 소감을 말했다. 김우빈은 이지혁이라는 캐릭터를 준비하는 과정에도 지혁의 캐릭터 일대기와 백문백답을 적어나갔다고 설명했는데, “지혁의 일상은 아마도 종종 헷갈리고, 가끔 허술했을 것이다. 구인(고창석 분)을 처음 만난 날은 몇 시였고, 어디였고, 형이 나에게 이런저런 얘기를 했을 거다. 내가 이렇게 대답하면 형은 날 보고 웃는다. 이런 식으로 지혁의 하루하루를 만들며 시간을 보냈다.”고 설명했다. 김우빈은 이지혁 역할에 자신을 투영하려 했으며, 이지혁과 자신의 성향이 닮았다고 평했다. 또한 이지혁의 일대기를 만들기 위해 시나리오에 모든 소스와 주변인물의 관계에 대해 모든 것들을 상상하려 노력한다고 말했다. 영화에 대한 평은 각기 갈렸으나 김우빈의 연기는 좋은 평을 받았다.씨네21은 김우빈의 연기에 대해 "영화를 너끈히 짊어지고 가는 동시에 자신의 스타성까지 갖추었다"고 평했다. 김우빈은 이 영화로 2015년 제10회 맥스무비 최고의 영화상 남자배우상 후보에 올랐으며, 제51회 백상예술대상 영화부문 남자 인기상 후보에 올랐다.

### 2015~현재
4월 10일 이병헌 감독의 첫 상업영화 데뷔작인 영화 《스물》에서 이성을 향한 주체할 수 없는 혈기를 가진 백수 차치호 역에 캐스팅 되었다. 김우빈은 작품을 선택한 계기에 대해 원래는 계획에 없던 작품이었지만, 우연한 기회로 시나리오를 휴대폰에 받아 가벼운 마음으로 읽기 시작했는데 읽자마자 꼭 하고싶었다는 마음이 들어 선택했다고 말했다. 스물은 2014년 7월 28일 크랭크인하여 같은 해 11월 8일 크랭크업하였으며 2015년 3월 25일 공개되었다. 이병헌 감독은 김우빈이 이전에는 무거운 역할을 많이 했지만, 김우빈이 가진 가벼움과 장난스러움을 영화에 잘 이용해야겠다고 생각해 김우빈을 캐스팅하였다. 이병헌 감독은 김우빈에 대해 드라마 《학교 2013》때부터 지켜봤으며, 다양한 매력을 가지고 있는 배우라고 평했다. 김우빈은 촬영 당시 한 대사의 10개가 넘는 경우의 수를 준비하기도 했다. 김우빈은 차치호라는 배역에 대해 ‘미친 말’같은 느낌이라고 말했으며,차치호와 자신을 비교하자면 밝은 모습과 혼자 있는 모습이 비슷해 공감하기 쉬웠다고 평했다.《스물》에 대해 김우빈은 이 영화를 보는 사람들이 두려워하지 말고 좀 더 도전하고 많은 것을 경험했으면 좋겠다고 표현했다. 영화는 공개 이후 약 300만명의 관객을 동원하였으며, 김우빈의 코미디 연기는 언론과 평론가들로부터 좋은 평을 받았다.김우빈은 이 작품으로 한국영화배우협회에서 주최하는 한국영화를 빛낸 스타상 시상식에서 인기상을 수상하였다.
7월 17일 제18회 부천국제판타스틱영화제의 부천시민이 직접 뽑은, 개막식에서 가장 보고 싶은 배우에게 주는 상인 판타지아 어워드를 수상했다.
9월 만화가 김명현의 동명의 웹툰을 영화화한 웹 드라마 《연애세포》중 연애세포의 생사를 가를 수 있는 연애세포의 신으로 캐스팅 되었다. 11월 3일에 네이버TV를 통해 공개되었으며, 김우빈은 1화, 5화, 10화, 그리고 마지막화인 15화에 출연했다.
2015년, 김우빈은 중화인민공화국, 중화민국, 태국, 인도네시아, 대한민국을 포함한 총 6개 도시의 아시아 팬미팅 투어를 개최하였다. 2015년 8월 20일, 김우빈은 수지와 함께 KBS《함부로 애틋하게》에서 톱스타 신준영 역할에 캐스팅 되었다. 김우빈은 2016년 7월 4일 열린 제작발표회에서 《함부로 애틋하게》에 출연하게 된 계기로 이경희 작가가 새 작품에 김우빈을 언급했다는 말을 매니저에게 들었으며 평소 이경희 작가의 작품을 즐겨 봤었기 때문이라고 밝혔다. 시놉시스를 보고 이미 마음을 결정했으며, 20회 엔딩 장면이 마음에 들어 출연하게 되었다고 설명하였다. 2015년 12월 17일, 《감시자들》 조의석 감독의 차기작인 《마스터》에 캐스팅 된 것이 발표되었다. 김우빈은 원네트워크 진회장의 브레인인 박장군 실장 역을 맡았으며 2016년 4월 23일 촬영을 시작하였다.